# Teletón 2016 (Perú)
La Teletón Perú de 2016 cuyo lema es Unidos Hacemos Más, fue la 25ª edición de dicho evento solidario que se realiza en Perú desde 1981 buscando recaudar fondos para la rehabilitación infantil de niños con discapacidad motriz que se atienden en la Clínica San Juan de Dios. La actividad se realizó los días 30 de septiembre y 1 de octubre, teniendo como sede los estudios de América Televisión en Lima, siendo transmitida por Latina, América, Panamericana, Red TV y ATV. La meta propuesta fue de S/ 8 898 819, superada ampliamente con el cómputo final de S/ 11 010 058, a las 10 de la noche del 1 de octubre. La cifra final de la campaña, publicada el 6 de septiembre de 2017, fue de S/ 12 876 193.

## Antecedentes
En 31 de agosto de 2016, ocurrió el lanzamiento de la 25ª edición de la Teletón, que fue programada para los días viernes 30 de septiembre y sábado 1 de octubre, y empezó la veiculación de los comerciales radiales y televisivos, como también los afiches por todo el país.

### Gira Teletón
La gira del año 2016 pasó por las siguientes ciudades:
| Fecha | Ciudad   | Animadores                            |
| ----- | -------- | ------------------------------------- |
| 19/9  | Piura    | Laura Huarcayo                        |
| 20/9  | Iquitos  | Aldo Miyashiro                        |
| 21/9  | Chiclayo | Andrea Llosa                          |
| 22/9  | Cuzco    | Gisela Valcárcel                      |
| 23/9  | Arequipa | Cristian Rivero                       |
| 26/9  | Lima     | Eddie Fleischman y Carolina Salvatore |

## Recaudación

### Cómputos
| Hora  | Monto en Soles | % meta  | Monto en Dólares |
| ----- | -------------- | ------- | ---------------- |
| 00:07 | S/ 356 540     | 4%      | $ 104 732        |
| 02:07 | S/ 654 257     | 7.35%   | $ 192 185        |
| 06:20 | S/ 767 684     | 8.62%   | $ 225 504        |
| 08:06 | S/ 872 317     | 9.8%    | $ 256 239        |
| 10:16 | S/ 990 154     | 11.12%  | $ 290 853        |
| 11:52 | S/ 1 149 646   | 12.91%  | $ 337 704        |
| 13:10 | S/ 1 452 486   | 16.32%  | $ 426 662        |
| 13:39 | S/ 2 170 266   | 24.38%  | $ 637 507        |
| 14:30 | S/ 2 656 535   | 29.85%  | $ 780 346        |
| 18:30 | S/ 3 976 421   | 44.68%  | $ 1 168 058      |
| 19:45 | S/ 5 171 900   | 58.11%  | $ 1 519 225      |
| 20:19 | S/ 6 320 104   | 71.02%  | $ 1 856 505      |
| 21:23 | S/ 8 093 418   | 90.94%  | $ 2 377 409      |
| 21:59 | S/ 11 010 058  | 123.72% | $ 3 234 161      |

### Auspiciadores
- Gloria
- Entel
- MiFarma
- Promart
- BCP
- Universidad Privada del Norte
- Plaza Vea
- Saga Falabella